# Bernardo z Kagoshimy
Bernardo z Kagoshimy SJ (jap. 鹿児島のベルナルド), także Bernardo Japończyk, (data urodzenia nieznana, zm. w lutym 1557 w Coimbrze) – japoński jezuita, jeden z pierwszych chrześcijan ochrzczonych w Japonii i pierwszy Japończyk, który przybył do Europy.

## Życiorys
Św. Franciszek Ksawery ochrzcił go i nadał mu imię „Bernardo” wkrótce po swoim przybyciu do Kagoshimy w 1549.  Bernardo został jednym z dwóch pierwszych uczniów świętego (drugim był Mathias z Yamaguchi) i towarzyszył mu w podróżach misyjnych w Japonii i w Indiach. Św. Franciszek Ksawery doceniał inteligencję swoich japońskich uczniów. W 1551 Bernardo udał się ze św. Franciszkiem Ksawerym i z Mathiasem do Portugalii, aby „ujrzeć religię chrześcijańską w całym jej majestacie” i podzielić się tym doświadczeniem w Japonii. Po drodze dotarli do Goa w lutym 1552. Tam Mathias zmarł, a św. Franciszek Ksawery pozostał w Goa. Bernardo przybył w sierpniu 1552 do Portugalii (pojawił się w Europie jako pierwszy Japończyk). Tam studiował w Coimbrze i wstąpił do zakonu jezuitów, którzy mieli bardzo dobrą opinię o tym japońskim konwertycie. W styczniu 1555 Bernardo dotarł do Rzymu, gdzie przebywał 10 miesięcy. Tam spotkał się ze św. Ignacym Loyolą, któremu przekazał optymistyczną wizję konwersji Japonii na katolicyzm. Bernardo w listopadzie 1555 wyprawił się z Rzymu z powrotem do Portugalii, gdzie zmarł niecałe 2 lata później.